# Partido Conservador Unido
De Partido Conservador Unido (Verenigde Conservatieve Partij, PCU) was een Chileense politieke partij die in december 1953 ontstond na de fusie van de Partido Conservador Tradicionalista (Traditionalistische Conservatieve Partij) en een vleugel van de Partido Conservador Social Cristiano (Sociaal Christelijke Conservatieve Partij); beide partijen waren voortgekomen uit de Partido Conservador (Conservatieve Partij).
De PCU werkte nauw samen met de Partido Liberal (Liberale Partij, PL) en de twee partijen ondersteunden in 1958 de kandidatuur Jorge Alessandri voor het presidentschap. Alessandri werd met 31,6% van de stemmen tot president van Chili gekozen. In 1962 maakte de PCU deel uit van een kartel van centrumrechtse partijen, Frente Democrático de Chile (Democratisch Front van Chili), met als doel de verkiezing van Julio Durán tot president in 1964. Durán verkreeg nog geen 5% van de stemmen.
In 1966 fuseerden PCU, PL en de Acción Nacional tot de Partido Nacional (Nationale Partij).

## Verkiezingsresultaten
- Bij de parlementsverkiezingen van 1957 verkreeg de PCU 21 van de 147 zetels (13,8%).
- Bij de parlementsverkiezingen van 1961 verkreeg de PCU 17 van de 147 zetels (14,3%).
- Bij de parlementsverkiezingen van 1965 verkreeg de PCU 3 van de 147 zetels ( 5,2%).